# Belle-Île
Belle-Île, tudi Belle-Île-en-Mer (bretonsko ar Gerveur, starejše Guedel) je francoski otok v Atlantiku južno od Bretanskega polotoka.

## Geografija
Belle-Île se nahaja 14 km južno od polotoka Quiberon. Je največji bretanski otok, po površini meri približno 84 km² (17x9 km), povprečna nadmorska višina je 40 m. 
Glavni pristanišči sta Le Palais, ki je obenem središče otoka, in Sauzon, obe povezani s kopnim s trajektom. Poleg njiju se na otoku nahajata še občini Bangor in Locmaria.
Administrativno otok oblikuje istoimenski kanton, del okrožja Lorient, slednje je vključeno v departma Morbihan.

## Zgodovina
Belle Île je bil ločen od kopnega okoli leta 6000 pr. Kristusom. Arheološke najdbe iz bronaste dobe nakazujejo na večji porast prebivalstva v tem času.
Otok se je v antiki imenoval Vindilis, v srednjem veku Guedel. V 9. stoletju je otok pripadal grofiji Cornouaille.
V letu 1572 je bil otok s strani opatije sv. Križa v Quimperléju predana družini Retz, v času katere je bil povzdignjen na raven markizata, posledično pa je prišel pod družino Fouquet. Otoške utrdbe je dal postaviti francoski gradbeni inženir Vauban v imenu Nicolasa Fouqueta še preden si je Fouquet nakopal zamero francoskega kralja Ludvika XIV.; otok je bil predan kroni v letu 1718.
Belle-Île je v rokah držala angleška vojska od 1761 do 1763, ko so ga dobili nazaj Francozi v zameno za ozemlje Nove Škotske. Večina sedanjega prebivalstva na otoku je potomcev akadijskih kolonistov, ki so se vrnili v domovino po izgubi Akadije (Nova Škotska) v času velikega izgona (le Grand Dérangement).
Danes se prebivalstvo večinoma preživlja s turizmom in ribolovom.

## Zanimivosti
V poletnem času se število prebivalstva dramatično poveča, številni imajo na otoku svoj drugi dom, zaradi osamljene lege in plaž.
Otoški festival Lyrique en Mer je največji operni festival v zahodni Franciji. Ustanovljen leta 1998 uprizarja vsako poletje po dve operni predstavi. Dodatno se v vseh štirih zgodovinskih cerkvah na otoku v tem času odvijajo sveti koncerti. Festival ima močno podporo v francoskem gospodarstvu kot tudi v francoskih državnih ustanovah.
Otok je prizorišče dela pustolovske novele Mož z železno masko francoskega pisatelja iz 19. stoletja Alexandra Dumasa st. Prav tako je otok kraj, kjer Porthos, eden od oseb iz Dumasovih Treh mušketirjev umre, v bližini Locmarie.
V 70-ih in 80. letih 19. stoletja je francoski impresionistični slikar Claude Monet ob slikanju francoskega podeželja naslikal med drugim tudi otoško sceno. Njegove serije slik otoških skal so ob njihovem prvem prikazu v letu 1887 osupnile pariško umetnostno srenjo.